# ضيق المهبل
الضيق المهبلي هو حالة غير طبيعية يصبح فيها المهبل أضيق وأقصر بسبب تكون الأنسجة الليمفية. ضيق المهبل يمكن أن يكون له تأثير سلبي على الخلل الوظيفي الجنسي، ويسبب عسر الجماع، ويجعل فحوصات الحوض صعبة ومؤلمة. قد تكون بطانة المهبل أيضًا أرق وأكثر جفافًا وتحتوي على أنسجة ندبة. يمكن أن تؤدي هذه الحالة إلى الألم أثناء الجماع الجنسي أو فحص الحوض. يحدث تضيق المهبل غالبًا بسبب بضع الفرج، أو العلاج الإشعاعي للحوض أو بعض أنواع الجراحة. يمكن أن يزيد العلاج الكيميائي أيضًا من احتمالية الإصابة بالضيق المهبلي. قد يكون ضيق المهبل عيبًا ناتجًا عن تضخم الغدة الكظرية الخلقي ويرتبط وجود بضع الفرج بالضيق.

## الأسباب

### الإشعاع
غالبًا ما يتم علاج سرطان الرحم والمهبل والمستقيم وعنق الرحم عن طريق العلاج الإشعاعي للحوض (RT). يمكن أن يكون الضيق المهبلي الناجم عن الإشعاع من الآثار الجانبية للعلاج. الأسباب هي العلاج الإشعاعي الخارجي (EBRT)، أو العلاج الإشعاعي الموضعي. إنه أحد أكثر الآثار الجانبية انتشارًا لإشعاع الحوض، حيث يصيب حوالي ثلث النساء. يمكن أن يكون الضيق الناجم عن الإشعاع رد فعل متأخر للعلاج. تسبب الأضرار التي تلحق بالظهارة المهبلية إنتاج الكولاجين غير الطبيعي الذي يؤدي إلى ضمور وفقدان العضلات، وانخفاض تدفق الدم، ونقص الأكسجة، والتليف. يمكن ملاحظة الشحوب والالتصاقات والهشاشة وفقدان المرونة.

### وراثي
يؤدي عدم كفاية أندروجينات الغدة الكظرية ما قبل الولادة إلى تضخم الغدة الكظرية الخلقي. يمكن أن تؤدي هذه الحالة إلى تأثر المهبل بالضيق نتيجة لذلك.

## العلاج
يتم علاج ضيق المهبل بعلاج موسع مهبلي، لكن الأدلة تفتقر إلى فعاليتها.